# التعدين في المغرب

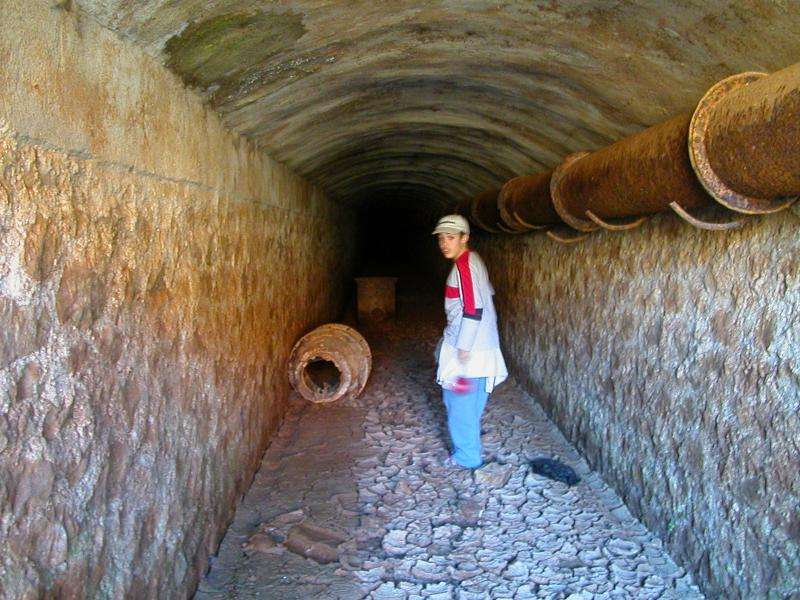
منجم في جبل ويشان (بني بويفرور)

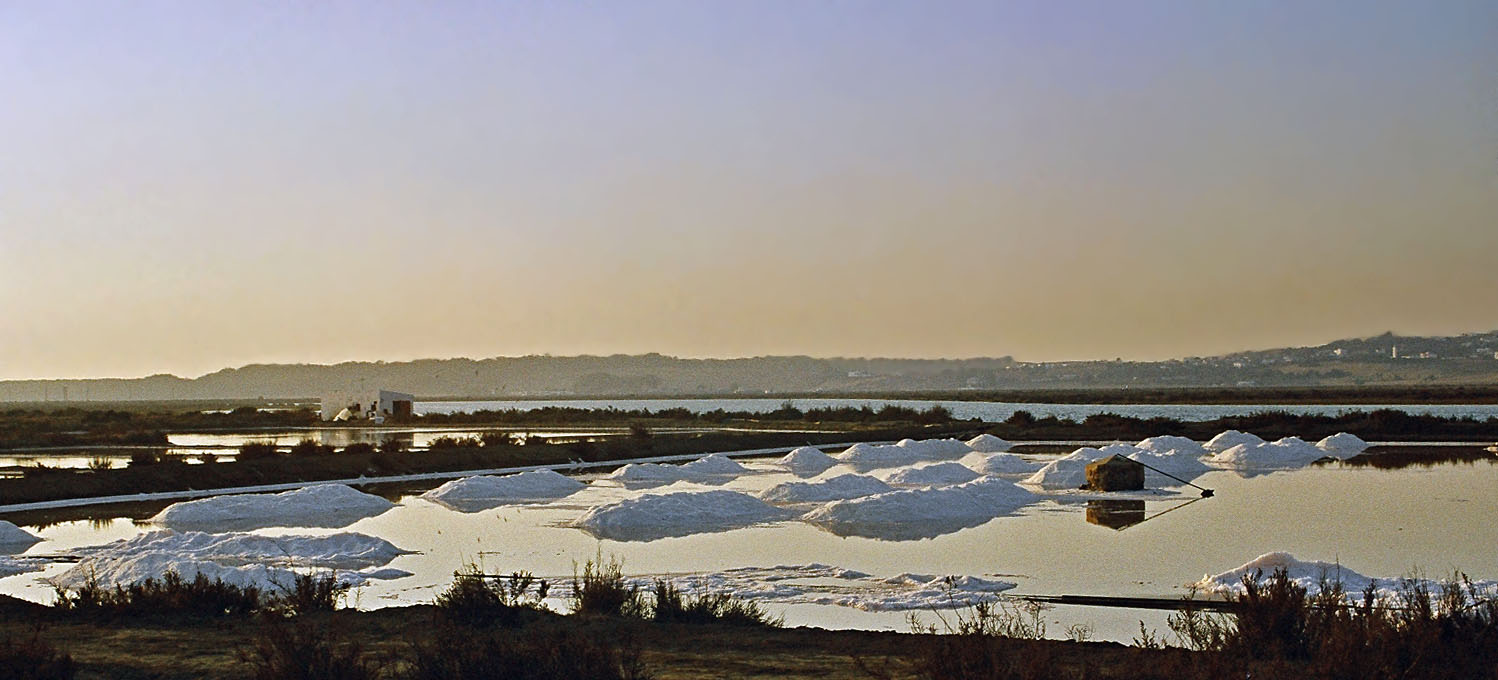
بركة تبخير الملح في العرائش

صناعة التعدين في المغرب مهمة للاقتصاد الوطني. المغرب هو أكبر منتج للفوسفات في العالم، ويحتوي على حوالي 75% من الاحتياطيات المقدرة في العالم. ساهم التعدين بنسبة تصل إلى 35% من الصادرات و 5% من الناتج المحلي الإجمالي في عام 2011. وجد المستثمرون الأجانب أن مناخ الاستثمار، والبنية التحتية، والوضع المالي، والاستقرار السياسي مواتية للغاية لمواصلة الأعمال في البلاد في هذا القطاع.

## التاريخ
للمغرب تاريخ قديم في استخراج المعادن لتعزيز اقتصاده. تطورت الدراية الفنية في وقت مبكر، لا سيما في صناعة النحاس وصناعة الصلب ، والتي انتشرت من مسلمي إسبانيا وجنوب فرنسا إلى أوروبا.
في عام 1920، تم الإبلاغ عن استخراج المعادن في الريف في منطقة مليلية، حيث كان هناك ثلاثة مناجم للحديد بالإضافة إلى الرصاص وخام الزنك. كان أهمها Compañía Española de Minas del Rif SA، حيث تعمل على كتل سطحية كبيرة من الهيماتيت المرآوي.
حصلت شركة سيتولازار، التي تعمل في منجم نافاريتي، على امتياز واسع يقدر باحتوائه على أكثر من 4 ملايين طن من خام الحديد. بلغ إنتاج شركة Compania Norte Africano شهريًا 200 طن من خام الرصاص من الجيوب القريبة من السطح، بالإضافة إلى الكالامين الذي يقدر احتوائه على 40% من الزنك.
تم تسجيل ترسبات الهيماتيت المرآوي والداكن غرب مليلية، في حدود 5–6 كيلومتر (3.1–3.7 ميل) من البحر. لوحظ وجود الهيماتيت البني في منطقة تطوان.

## الإنتاج والتأثيرات

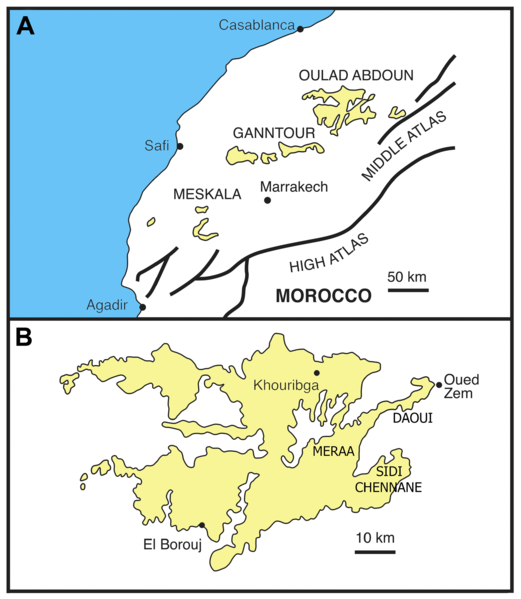
أحواض الفوسفات المغربية

الفوسفات هو المنتج الرئيسي وقد شكل 14% من الإنتاج العالمي في عام 2011. يمتلك المغرب 75% من احتياطي الفوسفات في العالم، ويحتل المرتبة الثالثة عالمياً في إنتاجه. المعادن الأخرى المستخرجة مع معدل إنتاج متسارع هي الباريت والطين والكوبالت والنحاس والفلورسبار وخام الحديد والرصاص والملح والفضة والتلك والزنك. إنتاج الفضة والرصاص في المغرب هو الأعلى في إفريقيا.

## الإطار القانوني
يتضمن تشريع التعدين الساري قانون التعدين رقم 1–73–412 الصادر في 13 أغسطس 1973، والطلبات ذات صلة لمديرية المناجم. السلطة المشرفة هي المكتب الوطني لأبحاث البترول والاستغلال الخاضع للسلطة العامة لوزارة الصناعة والتجارة والطاقة والمناجم. يتم إصدار تصاريح وتراخيص التعدين من طرف الدائرة في إطار قانون التعدين. المنظمات المحددة التي تم إنشاؤها لتعزيز قطاع التعدين هي مكتب الفوسفات الشريف (OCP) في عام 1920 والمكتب الوطني للهيدروكاربورات والمعادن (ONHYM) في عام 2003.

## السلع
تم العثور على الفوسفات والرصاص والفلور والأنتيمون في ساحل المحيط الأطلسي على امتداد 60–120 كيلومتر (37–75 ميل)، وكذلك في وسط المغرب. يحتوي الأطلس الصغير على احتياطيات من النحاس والمنغنيز والذهب والفضة والكوبالت والقصدير والتيتانيوم ولفرام. يحتوي الأطلس الكبير على احتياطيات من الرصاص والزنك والنحاس والمنغنيز والحديد والباريت، بينما يتم الحصول على الزنك والأنتيمون والمعادن الاستراتيجية والطين السميكتيك من الريف. تشتهر الجهة الشرقية بالرصاص والزنك والفحم.

## الآفاق
يستعد قطاع التعدين لزيادة مشاركة شركات القطاع الخاص وكذلك في قطاع الوقود في مجال الغاز الطبيعي واستخراج البترول. تم اقتراح خصخصة عمليات قطاع التعدين التي تخضع الآن للقطاع الحكومي لتعزيز الإنتاج.